# Quiché jezik
Quiché (ISO 639-3: quc; Centralni k’iche’ jezik, k'iche', cachabel, central quiché, chiquel, quiché), indijanski jezik majanske porodice kojim govore pripadnici indijanskog naroda Quiché u gvatemali. Ima oko 1 900 000 govornika (2000 SIL) po departmanima Totonicapán, južni El Quiché, istočna Sololá, istočni Quezaltenango.
Razni quiche jezici koji su izgubili statuse jezika uklopljeni su u centralni kiće jezik, to su: cun (cunén quiché), quj (joyabaj quiché), qut (west central quiché), quu (eastern quiché), qxi (san andrés quiché).

## Vanjske poveznice
- Ethnologue (14th)
- Ethnologue (15th)